# Otto Wallach

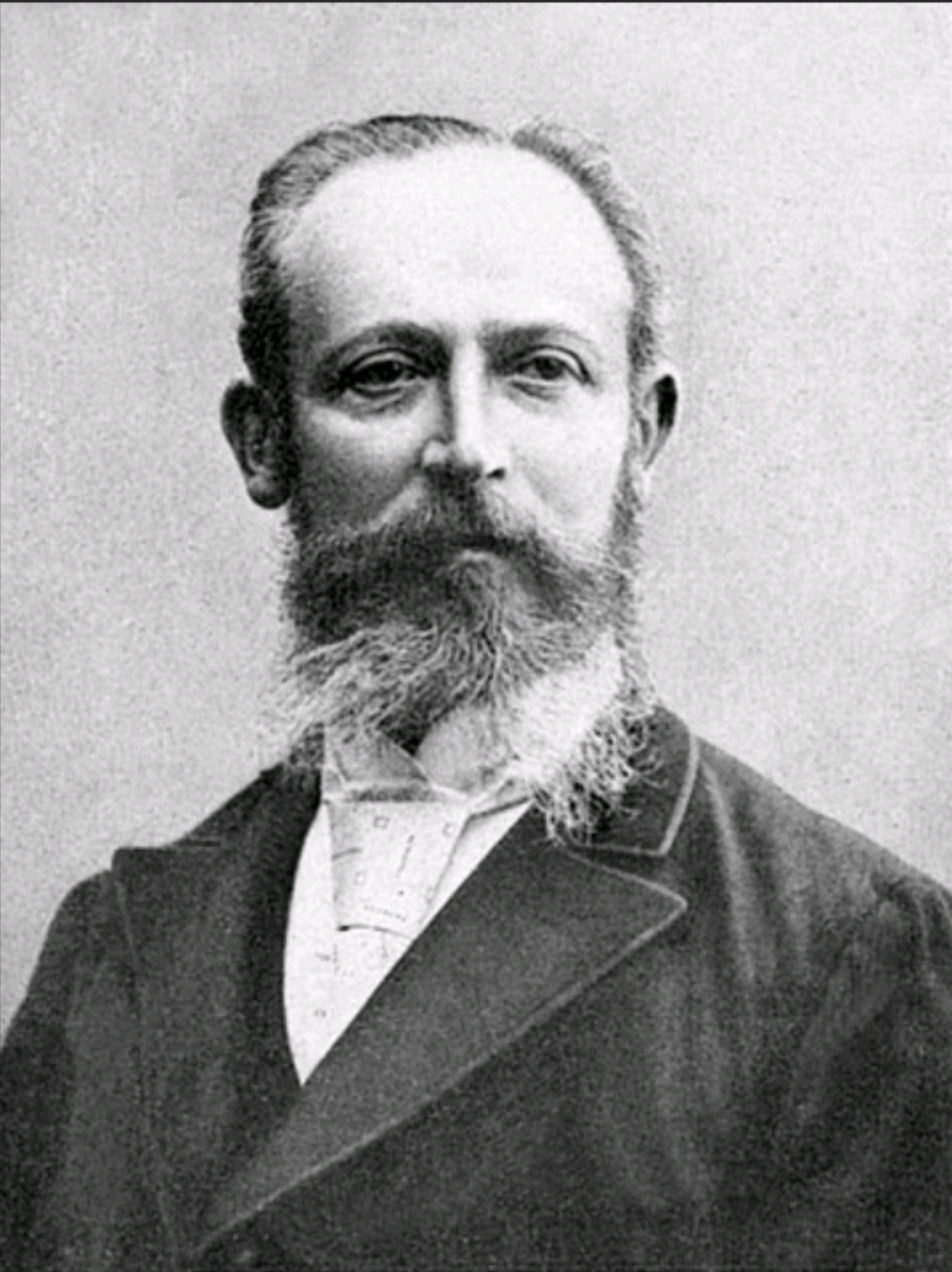
Otto Wallach

Otto Wallach (* 27. März 1847 in Königsberg i. Pr.; † 26. Februar 1931 in Göttingen) war ein deutscher Chemiker und Nobelpreisträger. Wallach war organischer Chemiker und hat mehrere Reaktionen zum Aufbau heterozyklischer Verbindungen und von Farbstoffen entdeckt. Wallach hat in der Terpenchemie grundlegende Arbeiten zur Strukturaufklärung und der Synthese dieser Stoffklasse geleistet.

## Biografie
Otto Wallachs Vater entstammte einer jüdischen Familie und konvertierte zum Luthertum. Er war Verwaltungsbeamter und arbeitete im Rang eines Oberregierungsrats in Ostpreußen. Die Mutter, Otillie geb. Thoma, stammte aus der Franche-Comté. 1853 wurde sein Vater Direktor der Oberrechnungskammer in Potsdam und bezog ein Haus am Nauener Tor in Potsdam. Ab 1856 besuchte Otto Wallach ein Potsdamer Gymnasium mit Latein- und Griechischunterricht und bestand am 30. März 1867 das Abitur.

### Studium
Sein Chemiestudium begann er an der Georg-August-Universität Göttingen bei Friedrich Wöhler und setzte es in Berlin bei August Wilhelm von Hofmann fort. Dort lernte er auch autodidaktisch Sprachen: Englisch, Italienisch, Spanisch. Er kehrte bald wieder nach Göttingen zurück und promovierte dort Über vom Toluol abgeleitete neue isomere Verbindungen 1869 bei Hans Hübner.
Ab 1870 wurde er Mitarbeiter von August Kekulé an der Rheinischen Friedrich-Wilhelms-Universität Bonn und diente 1870/1871 im Deutsch-Französischen Krieg als Helfer beim Roten Kreuz. In seinen Erinnerungen beschrieb er den Kriegsausbruch in Bonn. 1871 ging er zu Agfa in Berlin, er war dort in der Chloral-Produktion tätig.

### Privatdozent und Professor in Bonn

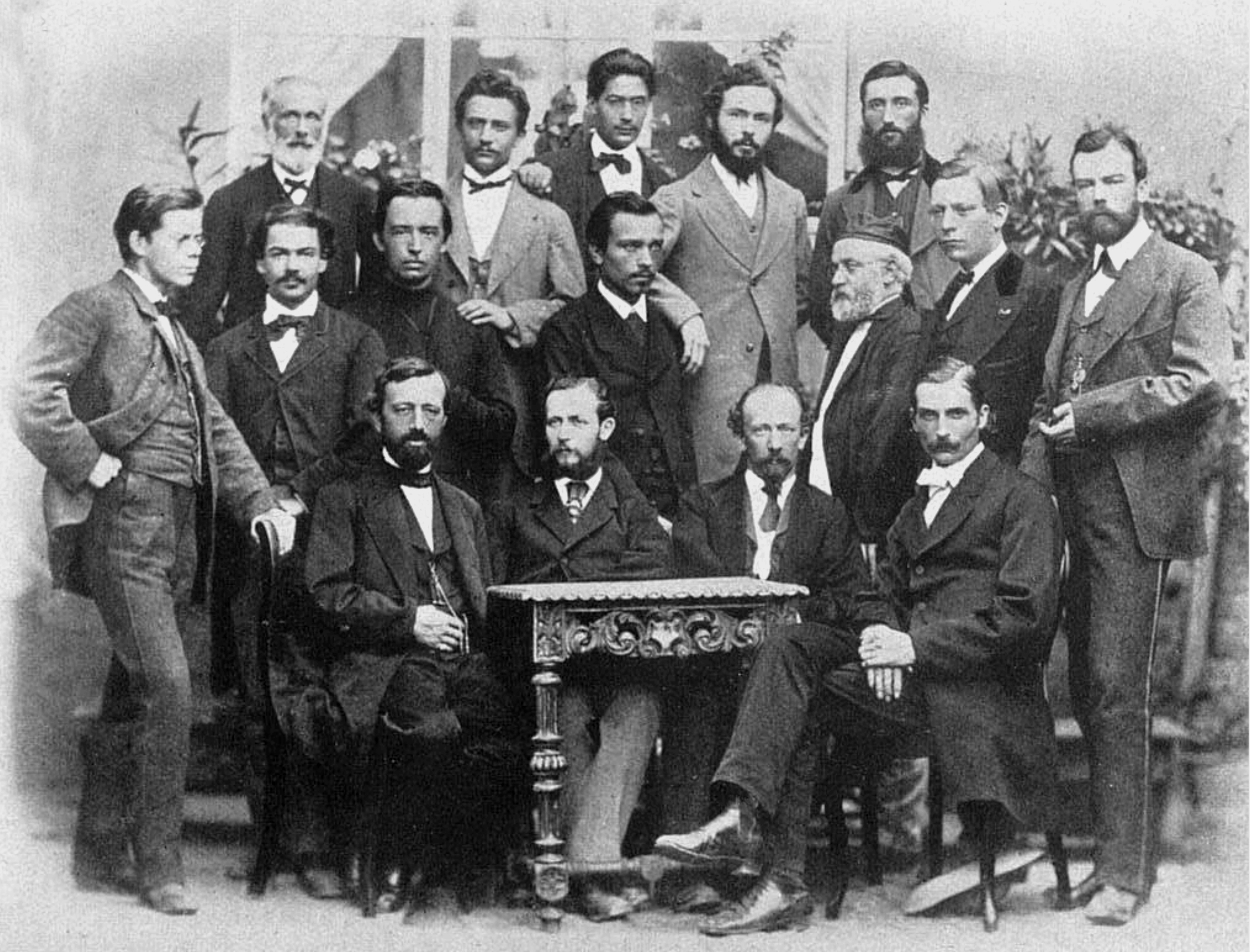
Wallach im Sommersemester 1872

Im April 1872 bekam Wallach in Bonn bei Kekulé eine Anstellung im Praktikum für organische Chemie (neben Ludwig Claisen, Wilhelm Koenigs, Walter Spring) mit der Aussicht auf eine spätere Habilitation. Dort fand er eine Umsetzung von Chloral zu Dichloressigsäure oder Dichloressigsäureester unter dem katalytischen Einfluss von Cyanidionen. Diese Arbeit weitete er zu einer Habilitationsschrift aus und wurde am 4. Februar 1873 Privatdozent, Anfang 1876 bekam er eine ordentliche Professur. In Bonn hielt Wallach nun bald Vorlesungen über analytische Chemie, organische Chemie, theoretische Chemie, Geschichte der chemischen Theorien, so dass sich Kekulé sehr positiv über Wallach äußerte. Ab 1879 unterrichtete Wallach in Pharmazie. Er bezog ab 1884 die ätherischen Öle – die Terpene – in seine Forschungsarbeiten ein.

### Professor in Göttingen
Von 1889 bis 1915 war Wallach Direktor des Chemischen Instituts in Göttingen. Dort organisierte er den Ausbau des Instituts und Neuausrichtung des Studiums (samt der Prüfungsordnung), in das er u. a. die Dissoziationstheorie aufnehmen ließ und der Physikalischen Chemie größeren Raum gab. Die Zahl der Studenten im Praktikum stieg von 67 auf 260 (1914). Wallach war mit der Einstellung von neuen Mitarbeitern für die Ausbildung befasst: Arthur Kötz (Organische Synthese), Julius Meyer (Pulegensäure), Wilhelm Biltz (Terpenchemie und anorganische Chemie), Albert Hesse (Terpenchemie), Karl Arthur Scheunert, Walther Borsche (Amid-, Imidchloride), Johannes Sielisch, Heinrich Wienhaus, Carl Mannich.
Die Gründung des physikalisch-chemischen Instituts in Göttingen unter Leitung von Walther Nernst wurde von Ministerialrat Friedrich Althoff in die Wege geleitet. Die Leitung des Anorganik-Instituts erhielt Gustav Tammann, später Richard Zsigmondy. Für chemische Technologie erhielt Ferdinand Fischer ein eigenes Institut. Neben Berlin und München wurde durch den Einfluss Wallachs Göttingen zur wichtigsten Ausbildungsstätte für Chemiker.

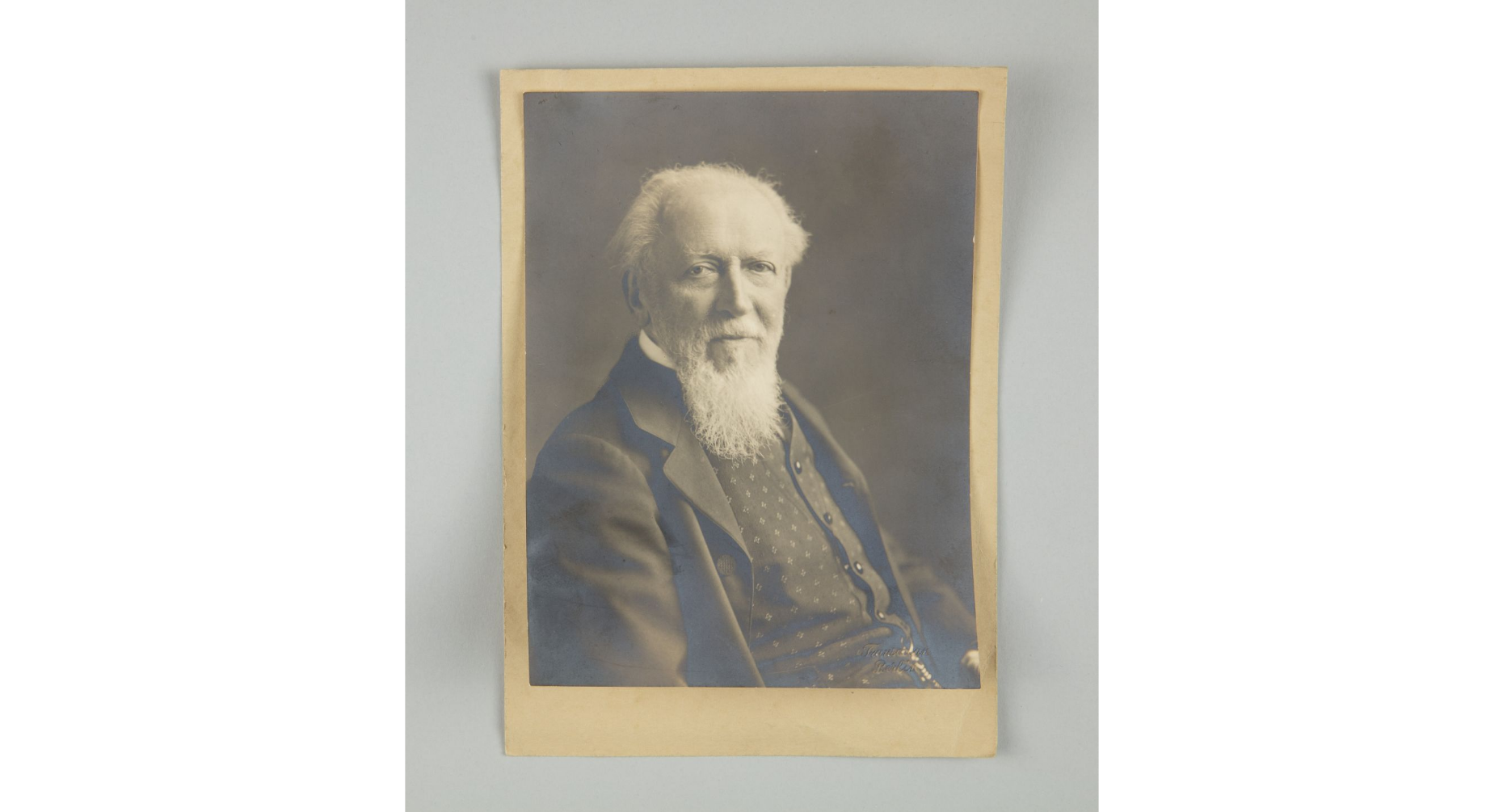
Otto Wallach, vrmtl. 1925

Bei Wallach in Göttingen wurden 219 Doktoranden promoviert. Darunter waren bekannte Wissenschaftler wie Hans Heinrich Schlubach (später Professor in Hamburg), Ernst Schmitz (Professor für Physiologie in Breslau), Arthur Binz (Generalsekretär der Deutschen Chemischen Gesellschaft), Walter Norman Haworth (Professor für Zuckerchemie und Nobelpreisträger), Frederick Challenger (Professor für Chemie in Leeds), Julius Salkind (Professor in Leningrad), Edward Kremers (Professor für Pharmazie in Madison, USA), Stefan Moycho und Franz Zienkowski.

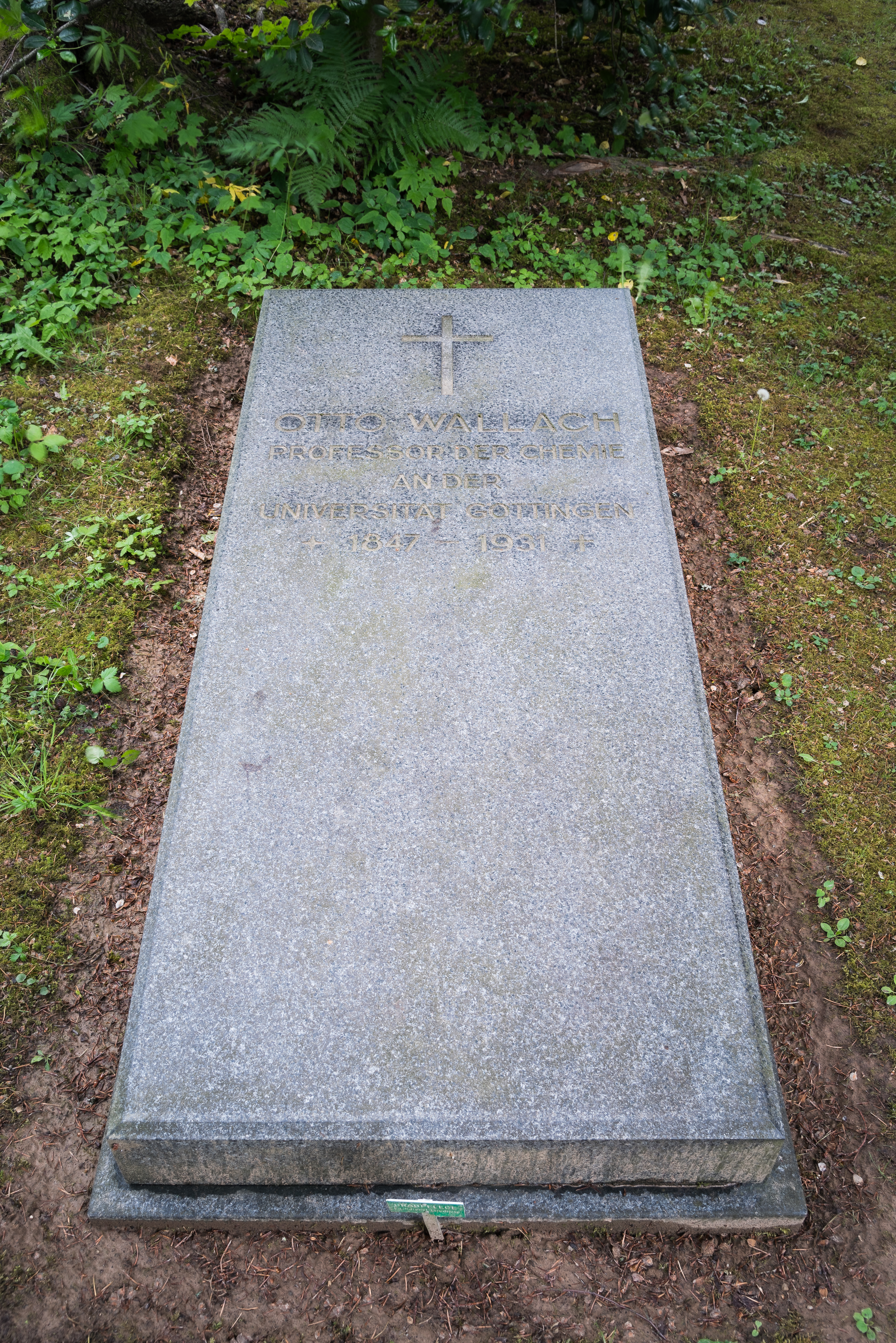
Grab Otto Wallachs auf Stadtfriedhof Göttingen

Im Jahr 1909 erschien das Werk Terpene und Campher von Wallach. Im Jahr 1909 wurde er auch zum Präsidenten der Deutschen Chemischen Gesellschaft gewählt.
Aus der Zeitung erfuhr Wallach im Jahr 1910, dass ihm der Nobelpreis für Chemie verliehen worden war. 1912 wurde Wallach Ehrenmitglied der Belgischen Chemischen Gesellschaft. Im November 1912 erhielt Wallach die Davy-Medaille der britischen Royal Society, die ihm aber im Ersten Weltkrieg wieder abgesprochen wurde. Für den 31. Juli 1914, einen Tag vor Kriegsausbruch, war das Ausscheiden von Wallach aus dem Institut geplant. Er führte sein Amt dann jedoch bis zum 1. Oktober 1915 weiter.
Im September 1930 erlitt Wallach einen Schlaganfall, ein zweiter folgte im Februar 1931. Er starb am 26. Februar 1931 in Göttingen. Sein Grab befindet sich auf dem Stadtfriedhof Göttingen, auf dem außer ihm auch Max Born, Otto Hahn, Walther Nernst, Max von Laue, Max Planck, Adolf Windaus und Richard Zsigmondy als Nobelpreisträger bestattet sind.

## Wissenschaftliche Leistungen
Die Habilitationsschrift bezog sich auf eine sehr milde Oxidation von Aldehydgruppen (z. B. in Chloral) mit katalytischen Mengen Cyanidionen zu Carbonsäuren oder Carbonsäureestern. Diese sehr milde Oxidation wird in leicht abgewandelter Form (Corey-Oxidation) auch heute für sehr empfindliche Allylalkohole in Naturstoffsynthesen gerne genutzt. Bei Zugabe von Braunstein kann auch aus ungesättigten Alkoholen direkt die Carbonsäure oder der Carbonsäureester hergestellt werden.
Bei der Einwirkung von Schwefelwasserstoff auf Cyanid entdeckte Wallach das Chrysean, eine Verbindung mit Thiazolring an der eine Amino- und eine Thio-Carbamidgruppe geknüpft sind.
Aus Säureamiden lassen sich nach Behandlung mit Phosphorpentachlorid Amidchloride und Imidchloride herstellen. Wallach entdeckte durch Umsetzung der Imidchloride mit Ammoniak oder Aminen die Stoffgruppe der Amidine. Aus den Säureamiden der Oxalsäure konnten so Abkömmlinge des Imidazols hergestellt werden.
In der weiteren Untersuchung konnte er auch Thiamide herstellen, die sich leicht am Schwefel alkylieren ließen, so dass sich leicht Thioester oder Thiole herstellen lassen.
Ein anderes Gebiet war die Entdeckung von wichtigen Farbstoffgruppen, den Disazo- und Trisazoverbindungen, die sich aus Azoxybenzol und Isomerisierung herstellen ließen. Die Firma Agfa konnte aufgrund dieser Entdeckung bald den Farbstoff Resorcinbraun in den Handel bringen. Im Arbeitskreis wurde dann auch die Monoacetylierung von Diaminen entwickelt, so dass nur eine Aminogruppe diazotiert wurde.
Terpene
Wallachs bedeutendste Leistungen lagen auf dem Gebiet der Terpenchemie. Mit diesen Arbeiten begann er ab 1884. Wallach schrieb 129 längere Artikel zur Terpenchemie für Liebigs Annalen.
Da zur Strukturaufklärung von organischen Verbindungen in früherer Zeit keine passenden spektroskopischen Methoden bekannt waren, mussten die Konstitutionsformeln anhand von Elementaranalyse, Molekularrefraktion, Eigenschaften und Verhalten, Abbaureaktionen oder Synthese überprüft werden. Die korrekte Einordnung in Stoffklassen war für diese Arbeiten von wesentlicher Bedeutung. Auch die Siedepunkte nutzte Wallach, um Stoffgruppen von Terpenen abzuleiten. Wichtigstes Ziel war zunächst die Terpengruppen mit der Summenformel C10H16 zu bestimmen.
Im Jahr 1887 leitete Wallach für Pinen (gab auch den Namen für dies Terpen) eine bicyclische Struktur ab, die nahezu der tatsächlichen Struktur von Pinen entsprach. In der Folge konnten viele andere Terpene mit Kristallisationsmethoden (Nitrosylchlorid, Bromanlagerung) abgetrennt und eingeordnet werden.
Schon 1885 vermutete Wallach, dass Terpene aus einem Grundbaustein, dem Isopren, aufgebaut sein müssten. Wichtige Aufklärungsarbeiten leistete er zur Strukturermittlung von Pinen, Limonen, Cineol, Dipenten, Terpineol, Pulegon, Pinocarvon, Cadinen, Caryophyllen.
Auch Umlagerungsreaktionen wie beispielsweise von Terpinolen zu Phellandren, Terpinen wurden von ihm untersucht. Er untersuchte die Umwandlung eines Sechsrings (Pulegon) in einen Fünfring (Pulegen, Pulegensäure) bei der Behandlung von Pulegon mit Brom und die Umwandlung bei Behandlung von Cyclohexanon mit Brom zu Cyclopentanon.
Auch Ringerweiterungsreaktionen wurden von Wallach und seinem Mitarbeiter H. Schrader untersucht. Wichtig waren die Arbeiten der Umwandlung von Carvon zu Eucarvon und die Umwandlung des Cyclohexanols in Cycloheptanol mit einer Reformatzky-Saytzeff-Reaktion.
Als Wallach seine Arbeit an ätherischen Pflanzenölen begann, waren die Inhaltsstoffe in jedem einzelnen Öl verschieden benannt. Er konnte zunächst nachweisen, dass es sich oft um identische Verbindungen handelte. Durch Addition von Halogenwasserstoffen gelang es Wallach schließlich auch, deren Strukturen aufzuklären. Die darauf folgende industrielle Entwicklung synthetischer Duftstoffe führte zum Zusammenbruch der klassischen Duftstoff-Monopole. Die neuen Möglichkeiten zur Analyse erlaubten erstmals Qualitätsstandards in der Parfümindustrie.
Wallach stellte 1887 die Biogenetische Isoprenregel auf (siehe Terpene). Die Leuckart-Wallach-Reaktion ist nach ihm und Rudolf Leuckart benannt.

## Ehrungen
- 1885: Mitglied der Deutschen Akademie der Naturforscher Leopoldina[13]
- 1889 Cothenius-Medaille der Leopoldina
- 1907: Korrespondierendes Mitglied der Preußischen Akademie der Wissenschaften
- 1907: Assoziiertes Mitglied der Académie royale des Sciences, des Lettres et des Beaux-Arts de Belgique, 1919 aus der Mitgliederliste gestrichen[14]
- 1910: Nobelpreis für Chemie mit der Begründung: als Anerkennung des Verdienstes, das er sich um die Entwicklung der organischen Chemie und der chemischen Industrie durch seine bahnbrechenden Arbeiten auf dem Gebiet der alicyclischen Verbindungen erworben hat
- 1911: preußischer Roter Adlerorden III. Klasse
- 1912: Ehrenmitglied im Verein Deutscher Chemiker
- 1915: preußischer Kronen-Orden II. Klasse
- Ehrentitel Geheimer Regierungsrat

Zum Andenken an Otto Wallach errichtete das Unternehmen Dragoco Gerberding & Co. AG in Holzminden anlässlich des 70. Geburtstags seines Gründers, C. W. Gerberding, 1964 bei der Gesellschaft Deutscher Chemiker (GDCh) den Otto-Wallach-Fonds. Von 1966 bis 2002 verlieh die GDCh daraus die mit einem Geldpreis dotierte Otto-Wallach-Plakette an Forscher aus europäischen Ländern für ihre besonderen Leistungen auf dem Gebiet der etherischen Öle, der Terpene und Polyterpenen oder der biochemischen Lock- und Abschreckungsstoffe.
Die Fakultät für Chemie der Georg-August-Universität Göttingen zeichnet besonders herausragende Leistungen zudem mit dem Otto-Wallach-Preis aus.
Der Mondkrater Wallach wurde 1979 nach ihm benannt, ebenso die Otto-Wallach-Straße in Wiesbaden.

## Werke
- Tabellen zur chemischen Analyse. Weber, Bonn 1880. urn:nbn:de:hbz:061:2-30977
  - 1. Verhalten der Elemente und ihrer Verbindungen. 1880. urn:nbn:de:hbz:061:2-35589
  - 2. Methoden zur Auffindung und Trennung der Elemente. 2. Aufl. von „Hülfstabellen für den chemisch-analytischen Unterricht“ 1880. urn:nbn:de:hbz:061:2-35576
- Terpene und Campher. Zusammenfassung eigener Untersuchungen auf dem Gebiet der alicyclischen Kohlenstoffverbindungen. 2. Aufl. Leipzig : von Veit, 1914. urn:nbn:de:hbz:061:2-169647